# Зуева, Зинаида Васильевна
Зинаи́да Васи́льевна Зу́ева (2 февраля 1928 — 11 сентября 2014) — Герой Социалистического Труда, председатель колхоза имени Чапаева Михайловского района Рязанской области.

## Биография
Родилась 2 февраля 1928 года, девичья фамилия Кауркина.
Окончила 6 классов Щетининской средней школы. С ноября 1941 г. работала на железной дороге, затем токарем в Михайловской МТС(машинно-тракторной станции).
С 1947 г. колхозница колхоза имени Чапаева. С 1951 г. птичница-надомница, с 1957 г. птичница на птицеферме, с сентября 1962 г. заведующая птицефермой.
22 марта 1966 года присвоено звание героя Социалистического труда с вручением ордена Ленина и золотой медали «Серп и Молот».
В 1970 году окончила зоотехническое отделение Рязанского зоотехническо-ветеринарного техникума, ныне Рязанский аграрный техникум. С 1977 года — председатель колхоза имени Чапаева.
С 1986 г. на пенсии.
Награждена орденами Дружбы народов, Трудового Красного Знамени, Октябрьской революции, «Знак Почёта», медалью «За доблестный труд в Великой Отечественной войне 1941—1945 гг.», тремя золотыми, серебряной и бронзовой медалями ВДНХ.
Избиралась депутатом Верховного Совета СССР 8-го созыва и 9-го созыва.
В 2001 году в честь празднования 450-летия города Михайлова Зинаида Зуева была награждена почетной грамотой главы администрации Рязанской области. Ветеран труда. 27 февраля 2014 года в Рязанском аграрном техникуме состоялось торжественное открытие мемориальной доски, посвященной Зинаиде Васильевне Зуевой.
На пенсии проживала в селе Щетиновка Михайловского района Рязанской области.